# Ковальчук Олександр Іванович (анатом)

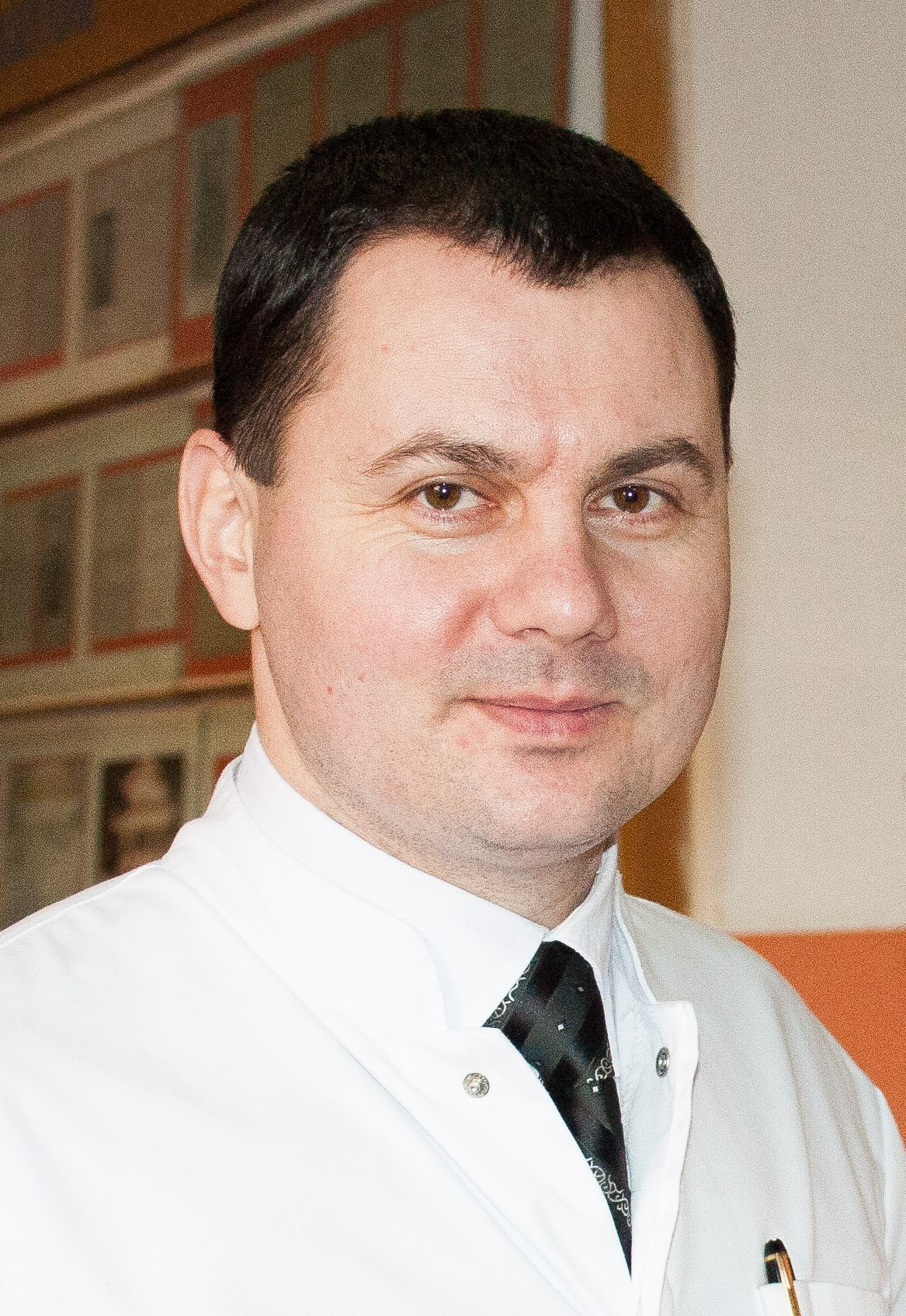

Ковальчук Олександр Іванович (нар. 5 липня 1979 року у смт Ратне Ратнівського району Волинської області) — український анатом, доктор медичних наук, професор, завідувач кафедри фізіології та анатомії Навчально-науковий центр «Інститут біології та медицини» Київського національного університету імені Тараса Шевченка, член-кореспондент Міжнародної академії інтегративної антропології, голова Київського осередку Наукового товариства анатомів, гістологів і топографоанатомів України

## Освіта
- 1994 – 1998 – Ковельський медичний коледж (Фельдшер)
- 1998 – 2004 – Національний медичний університет імені О. О. Богомольця (Лікар)
- 2006 – 2009 – Національний медичний університет імені О. О. Богомольця(Аспірант > Кандидат медичних наук)

## Професійна діяльність
- 2001—2003 — медсестра палат інтенсивної терапії відділення анестезіології та реанімації Київської міської дитячої клінічної лікарні № 2
- 2004—2024 — старший лаборант > асистент > аспірант > старший викладач > доцент > професор кафедри анатомії людини (нині кафедра описової та клінічної анатомії) Національного медичного університету імені О. О. Богомольця

- 2009—2012 — заступник декана медичного факультету № 1 Національного медичного університету імені О. О. Богомольця

- 2012—2014 — вчений секретар Національного медичного університету імені О. О. Богомольця

- 2017—2019 — начальник відділу моніторингу якості діяльності Національної медичної академії післядипломної освіти імені П. Л. Шупика

- 2017—2019 — професор кафедри медико-біологічних дисциплін Національного університету фізичного виховання і спорту України; професор кафедри фундаментальної медицини ННЦ «Інститут біології та медицини» КНУ імені Тараса Шевченка (за сумісництвом)
- з 2019 року — завідувач кафедри анатомії та патологічної фізіології, з 2024 року — завідувач кафедри фізіології та анатомії Навчально-наукового центру «Інститут біології та медицини» Київського національного університету імені Тараса Шевченка

## Дисертаційні праці
- 2009 — дисертація на здобуття наукового ступеня кандидата медичних наук за темою «Гемомікроциркуляторне русло шлунка в нормі і під дією метилтретбутилового ефіру в експерименті у щурів»
- 2016 — дисертація на здобуття наукового ступеня доктора медичних наук за темою «Морфологічні особливості аденогіпофіза щурів при експериментальній опіковій травмі шкіри та за умов застосування інфузії комбінованих гіперосмолярних розчинів»

Шифр наукової спеціальності: 14.03.01 — нормальна анатомія

## Наукові інтереси
- нормальна анатомія
- фізіологія
- історія медицини
- антропометричні дослідження
- імерсивні технології в освіті та медицині
- якість освіти
- екоморфологія

## Наукові праці
Автор (співавтор) наукових та навчально-методичних праць, серед яких:
Підручники
- Анатомія людини: підручник: у 3 томах / 10-те вид., доопрац. / А. С. Головацький, В. Г. Черкасов, О. І. Ковальчук, М. Р. Сапін, А. І. Парахін // Вінниця: Нова книга, 2025. — 1200 с. Грифи МОН і МОЗ України. Національний підручник.
- HUMAN ANATOMY: textbook / Cherkasov V. G., Herasymiuk I. Ye., Holovatskyi A. S., Kovalchuk O. I. [et al.]. — Vinnytsia: Nova Knyha, 2020. — 472 p.

ПОСІБНИКИ
- Анатомія за Греєм для студентів : пер. 5-го вид. / Річард Л. Дрейк, А. Вейн Фогль, Адам В. М. Мітчелл ; наук. ред. укр. вид. Олександр Ковальчук. – К. : ВСВ “МЕДИЦИНА”, 2025. – 1151 с. ISBN: 978-617-505-970-8
- Анатомія людини (контроль за самостійною підготовкою до практичних занять) / В. Г. Черкасов, І. В. Дзевульська, О. І. Ковальчук   // Видання 12-е. К.: Книга-плюс, 2022. — 124 с.
- Анатомія людини (змістовий блок «Опорно-руховий апарат»): конспект лекцій / Л. Т. Котляренко, О. І. Ковальчук. — К. : НУОУ імені Івана Черняховського, 2021. — 112 с.
- Morphofunctional characteristic of the skull with a clinical aspects: study guide / N.L. Svintsytska, V.H. Hryn, O.I. Kovalchuk // Poltava, 2020. — 205 p.

## Профілі
- https://orcid.org/0000-0002-6311-3518
- https://www.scopus.com/authid/detail.uri?authorId=35114967200
- https://www.webofscience.com/wos/author/record/K-9993-2015
- https://www.researchgate.net/profile/Oleksandr-Kovalchuk-6
- https://scholar.google.com/citations?user=mu5lI6UAAAAJ&hl=uk